# Episodi di Summer Crush (seconda stagione)
La seconda stagione di Summer Crush è composta da 26 episodi ed è stata trasmessa in Francia sul canale France 2 dal 6 agosto al 10 settembre 2008.
In Italia la stagione è stata trasmessa in anteprima assoluta sul canale Mya, della piattaforma Mediaset Premium, dal 25 febbraio al 13 marzo 2009, con due episodi a serata. 

In chiaro è stata trasmessa per la prima volta su Italia 1 dall'8 al 26 luglio 2010, con un doppio episodio.

Dal 18 marzo al 5 aprile 2011 la stagione è in replica su La5, alle ore 15:40, sempre con un doppio episodio, mentre su Italia 1 dal 26 agosto al 25 settembre 2013, tutti i giorni, alle 6:25 circa con uno o due episodi integrali.

Stessa modalità per la replica a partire dal 30 settembre 2014.

Dal 2009 al 2011, durante la trasmissione in chiaro della stagione su Italia 1 e La5, gli episodi venivano tagliati di 4 o 5 minuti, in modo da ottenere una puntata da 40 minuti totali.
| nº | Titolo originale               | Titolo italiano          | Prima TV Francia  | Prima TV Italia  |
| -- | ------------------------------ | ------------------------ | ----------------- | ---------------- |
| 1  | Seuls au monde                 | Soli al mondo            | 6 agosto 2008     | 25 febbraio 2009 |
| 2  | Deux îles désertes             | Due isole deserte        | 7 agosto 2008     | 25 febbraio 2009 |
| 3  | Us Army                        | Una via d'uscita         | 8 agosto 2008     | 26 febbraio 2009 |
| 4  | L'amour ou la vie?             | L'isola che non c'è      | 11 agosto 2008    | 26 febbraio 2009 |
| 5  | Une journée de chien           | Una giornata da cani     | 12 agosto 2008    | 27 febbraio 2009 |
| 6  | À poil                         | Lo stratagemma           | 13 agosto 2008    | 27 febbraio 2009 |
| 7  | L'Australie                    | L'Australia              | 14 agosto 2008    | 2 marzo 2009     |
| 8  | Problèmes de couples           | Problemi di coppia       | 15 agosto 2008    | 2 marzo 2009     |
| 9  | Ridiculisés                    | Cercasi lavoro           | 18 agosto 2008    | 3 marzo 2009     |
| 10 | Jess Puissance 10              | Il ritorno di Jess       | 19 agosto 2008    | 3 marzo 2009     |
| 11 | Rupture                        | Separazioni              | 20 agosto 2008    | 4 marzo 2009     |
| 12 | Newlove Calédonia              | Nuovi amori              | 21 agosto 2008    | 4 marzo 2009     |
| 13 | Confusions                     | Confusione               | 22 agosto 2008    | 5 marzo 2009     |
| 14 | L'océan vert                   | Oceano verde             | 25 agosto 2008    | 5 marzo 2009     |
| 15 | Le monde des rêves             | Il mondo dei sogni       | 26 agosto 2008    | 6 marzo 2009     |
| 16 | Dangereuse Gwen                | La maledizione del totem | 27 agosto 2008    | 6 marzo 2009     |
| 17 | La femme de mon père           | La fidanzata             | 28 agosto 2008    | 9 marzo 2009     |
| 18 | Largué et plaqué               | Amore spezzato           | 29 agosto 2008    | 9 marzo 2009     |
| 19 | Coquins                        | Scappatella              | 1º settembre 2008 | 10 marzo 2009    |
| 20 | L'engrenage                    | Messaggero misterioso    | 2 settembre 2008  | 10 marzo 2009    |
| 21 | Gwen ou Alice                  | Segreti e magia          | 3 settembre 2008  | 11 marzo 2009    |
| 22 | Espoir et désespoir            | Speranze e delusioni     | 4 settembre 2008  | 11 marzo 2009    |
| 23 | Marche sur l'arbre à pleurs    | L'albero del pianto      | 5 settembre 2008  | 12 marzo 2009    |
| 24 | Disparitions et Vanuatu        | Il mistero delle tombe   | 8 settembre 2008  | 12 marzo 2009    |
| 25 | Le nouveau monde               | Il nuovo mondo           | 9 settembre 2008  | 13 marzo 2009    |
| 26 | La Tribu des 3 Mondes, Vanuatu | L'ultima prova           | 10 settembre 2008 | 13 marzo 2009    |

## Soli al mondo
- Titolo originale: Seuls au monde

### Trama
Isola di Tanna, Nuova Caledonia: una tribù sembra compiere un rito tribale.
A Nouméa, sempre Nuova Caledonia, Alice e Alex hanno ora una casa propria e vivono assieme. Durante la notte, mentre i due dormono, alcuni componenti della tribù vista in precedenza entrano in casa e compiono un rito, riempiendo la stanza di sabbia.
La mattina dopo i due si risvegliano su un'isola, apparentemente deserta. Alice crede che sia un regalo per il suo compleanno organizzato da Alex, che però nega alcun coinvolgimento. Mentre cercano di capire come possono essere giunti sull'isola, camminando trovano una loro sedia con sopra alcuni vestiti, il cellulare (che non prende) e dei fiammiferi. In lontananza si vede passare una barca, Alex cerca di accendere un fuoco per farsi vedere ma ha solo un fiammifero che si spegne con il vento, rendendo inutile il tentativo e causando anche un piccolo litigio tra i due. Poco dopo Alice sviene e incomincia ad avere delle visioni di sua madre in un'isola; Alex attribuisce le visioni alla forte disidratazione e allora iniziano a cercare qualche modo per andarsene prima che sia troppo tardi, e trovano una baracca che puzza tremendamente. Al suo interno c'è una cassa con scritto US ARMY, ma sentono un rumore che sembra essere quello di un animale e scappano, ma Alex vuole andarla a prendere a tutti i costi. Una volta presa cercano di aprirla. Al suo interno vi è un accendino non funzionante e qualche oggetto risalente a tempi non recenti. All'improvviso vedono che in un punto dell'isola brucia qualcosa: sono dei legnetti disposti quasi a formare una particolare spirale; la cosa li spaventa e i due si abbracciano per farsi coraggio. Nel frattempo sull'Isola di Tanna una donna implora il capo della tribù chiedendogli di poter tornare a casa, ricevendo risposta negativa.

## Due isole deserte
- Titolo originale: Deux îles désertes

### Trama
Ancora sulla spiaggia, Alice e Alex si risvegliano e vedono davanti a loro diverse spirali fatte con dei legnetti e diverse inquietanti strutture fatte con dei bastoni. Hanno allora l'idea di accendere un grande fuoco per cercare di farsi notare da qualcuno, ma poco dopo aver raccolto della legna sentono dei rumori, si distraggono e si spostano per controllare. Al loro ritorno trovano la legna appena raccolta disposta a forma di spirale. Capiscono così di non essere soli sull'isola. Visto il forte caldo, Alice fa un bagno nel mare, ma Alex non la vede più. La paura dura poco perché in realtà Alice risale poco dopo. Dopo essere tornati in spiaggia, vedono un oggetto in mezzo agli alberi: è una maglietta di Léo che però teoricamente si doveva trovare in Francia con Eva. Poco dopo trovano altri indumenti, sia del ragazzo sia di Eva, e a sorpresa anche gli stessi Léo ed Eva dormienti. Quando li svegliano, i quattro sono felicissimi di rivedersi. Nemmeno Léo ed Eva sanno spiegarsi come siano arrivati sull'isola, ricordano infatti di essere partiti per Nouméa (per fare una sorpresa ad Alice per il suo compleanno) e di essersi addormentati davanti alla porta di Alice e Alex. Dopo qualche momento sentono abbaiare un cane, ma nessuno sa dove si trovi esattamente. Dopo alcune considerazioni con gli amici, Alex vuole tentare di raggiungere a nuoto un'isola apparentemente vicina per cercare aiuto. Quando inizia a partire, Alice si mette a piangere.

## Una via d'uscita
- Titolo originale: Us Army

### Trama
Alex sta nuotando verso l'isola vicina, ma dopo poche ore si ritrova stanco e stremato. Arriva la notte e il ragazzo sembra vedere una luce in lontananza... La mattina dopo Alice ha delle allucinazioni per via del caldo e della disidratazione: immagina di bere una bottiglia d'acqua ma in realtà è sabbia; vede anche i cadaveri di Léo ed Eva sepolti sotto la sabbia con in mano una foto della madre di Alice. Eva la sveglia, Alice stava solo sognando. Alex nel frattempo crede di essere arrivato sull'isola vicina ma quando si gira attorno e si ritrova con gli altri 3, rimane molto deluso. Trovano un cane con la sua ciotola d'acqua: dopo avergliela sottratta per berla, si accorgono che sotto la ciotola c'è la famosa spirale già vista in precedenza, disegnata con un pennarello. Di li a poco si accorgono di una botola che conduce a un piccolo rifugio sotterraneo. Al suo interno vi sono diversi barattoli e un'altra cassa con sopra la scritta “US ARMY”. Al suo interno vi si trova un canotto con una pompa, risalente almeno ai tempi della guerra. Una volta portato il tutto fuori dal rifugio, Eva e Alice cercano tra gli ulteriori oggetti presenti nella cassa e quest'ultima trova un libro con scritto in copertina: "Alice merita davvero di vivere un miracolo?". Dopo averlo visto, la ragazza ha nuovamente delle visioni e vecchi ricordi di lei e sua madre insieme, poi sviene. Poco dopo trovano anche una specie di pergamena con su scritto: "Se sopravvivi al mondo dell'acqua, attraversi il mondo dei sogni e penetri nel mondo dei morti, potrai vivere un miracolo". Nella scena successiva si vedono alcuni individui intenti a spiare i quattro ragazzi, che portano il canotto in acqua e tentano di fuggire dall'isola, portandosi anche il cane dietro, a cui Alice da nome "Samurai".

## L'isola che non c'è
- Titolo originale: L'amour ou la vie?

### Trama
I quattro notano che il canotto è forato e che si sgonfia sempre di più, ma fortunatamente di lì passa una barca. Una famiglia in vacanza li nota e li raccoglie. Ma Alex poco prima Alex sviene e finisce sott'acqua. Léo tenta di aiutarlo e lo trascina sull'imbarcazione, ma Alex sembra non respirare; Gwen, la figlia del proprietario della barca riesce a rianimarlo e appura che a causare la perdita di coscienza è stata la forte puntura di una medusa. I ragazzi cercano di spiegare al proprietario cosa ci facessero in mezzo al nulla, ma egli non gli crede, affermando che non vi è alcuna isola nelle vicinanze e che causando così anche qualche diverbio tra i ragazzi e il signore, che addirittura si offre di accompagnare i ragazzi a Nouméa pur di non sentire più le loro bugie. Gwen nel frattempo cerca di flirtare con Alex ma Alice se ne accorge. Gwen e Alex hanno molto in comune, come anche la passione per i manga. Audrey, la matrigna di Gwen e moglie del proprietario della barca chiede ad Alex di spalmarle della crema sulla schiena, ma il marito osservando la scena va su tutte le furie. A calmare la situazione fortunatamente vi è Gwen che si mette dalla parte del ragazzo. Arrivati a terra, i quattro e il cane si dirigono verso casa, ma arriva anche Gwen, che afferma di non poterne più dei litigi del padre e di volersi fermare a Nouméa. Giunti a casa del padre di Alice, il Sig. Stephane Watson aveva chiamato la polizia per denunciare la scomparsa della figlia, infuriandosi quando la rivede per essere sparita senza avvisare nessuno, affermando inoltre che sono passati cinque giorni (contrariamente a quanto pensavano i ragazzi, ovvero due giorni). Gwen si intromette difendendo Alice ottenendo anche una cattiva risposta da Stephane, che però si scusa quando scopre che la ragazza ha salvato la vita ai quattro.

## Una giornata da cani
- Titolo originale: Une journée de chien

### Trama
Arrivati finalmente a casa, Alice mostra a Léo ed Eva l'abitazione. Poco dopo Alex e Léo vanno a comprare da mangiare, ma incontrano Gwen e Léo inizia a provarci con lei, ma la ragazza oltre a non essere interessata a lui afferma di avere delle cose da fare quindi se ne va. La sera i quattro si riuniscono per mangiare e Alex è ossessionato dall'isola e dal fatto che non tornasse il numero di giorni passati sull'isola e quelli effettivamente trascorsi. Alice esce, e arriva Gwen, che chiede ai ragazzi di andare a fare un giro di Nouméa. Quando tornano a casa iniziano a fare alcune ricerche sull'isola, e Alice sembra molto gelosa notando la forte empatia tra Alex e Gwen. La mattina dopo il padre di Alex chiama il ragazzo, dicendogli che non va più d'accordo con la moglie. Alex teme che a breve i due si possano separare e crede di esserne responsabile vista la sua partenza alla ricerca di Alice otto mesi prima. Ma a "consolarlo" arriva Gwen, scatenando nuovamente la gelosia di Alice che finisce per litigare con Alex. Nel frattempo Gwen prende una foto di Alex dalla bacheca all'ingresso della casa e saluta i ragazzi. Ritorna Léo che annuncia di essere riuscito a trovare l'indirizzo del proprietario del cane attraverso il microchip. I due si recano all'indirizzo che in realtà è un vecchio magazzino, apparentemente abbandonato. Dopo essere entrati Alex rimane chiuso in una stanza con il cane.

## Lo stratagemma
- Titolo originale: À poil

### Trama
Rimasto chiuso nella stanza, Alex trova diverse candele accese che formano il simbolo a spirale visto anche sull'isola. Léo riesce a entrare da una porta secondaria e vedendo le candele le spegne urinandoci sopra. Tornati a casa, Alex parla un po' con Eva del suo difficile rapporto con Alice e si addormenta facendo uno strano sogno. Quando si sveglia, trova Alice che fa la valigia per andarsene da suo padre, ma Alex riesce a dissuaderla. La ragazza doveva comunque uscire per delle commissioni e al ritorno si fa accompagnare dal fratello Clément. Alex un po' sgarbatamente le ordina di portagli una birra, ma visto il modo non proprio galante Alice gliela rovescia addosso. Il piano di Alex, però, era quello di fare una festa a sorpresa per Alice e la precedente sgarbataggine era voluta per fare in modo che la ragazza non sospettasse di nulla. Alex porta fuori il cane. Nel frattempo Gwen entra in casa e arrivano anche Alice ed Eva, che si dimostrano poco gentili con la ragazza e anche lei non è da meno. Sentono un rumore e trovano Léo nudo nell'armadio scatenando le furie di Eva. Alex chiede ad Alice di seguirla e la porta alla festa sulla spiaggia organizzata per lei.
I due decidono di pensare al futuro e di lasciar perdere l'isola. Léo cerca di spiegare a Eva che in realtà si era messo nudo nell'armadio solo per allontanare Gwen da Alex per fare un favore al ragazzo, ma Eva non vuole sentire ragioni. La festa continua e in lontananza si vede Gwen, che non era stata invitata; Alex la va a salutare, e quando torna da Alice trova Stephane che consegna una busta alla figlia, dicendole "era il sogno di tua madre". Alex chiede alla ragazza cosa contenga la busta e quale fosse il sogno di sua madre, ma la ragazza non ne vuole parlare.

## L'Australia
- Titolo originale: L'Australie

Alice si sveglia affermando di essere in ritardo e di dover andare. Alex prova a chiederle qualcosa in merito, ma lei sembra non volergli dire alcuna cosa. Dopo che se n'è andata, Léo fruga nella sua borsa trovando un biglietto aereo per l'Australia, lasciando perplesso Alex; arriva Stephane e chiede ad Alex perché impedisca ad Alice di partire per l'Australia. Il ragazzo però non ne sa niente e solo dopo scoprirà che la ragazza avrebbe dovuto terminare gli studi da molto tempo e che quindi era necessario per Alice partire per l'Australia. Alex è molto turbato, soprattutto perché è rimasto all'oscuro di tutto. Il ragazzo esce con Eva per parlare un po' della sua situazione con Alice. Arrivano Léo e Gwen; Léo prende Eva e se ne va lasciando Alex e Gwen da soli, ma Alice passa in macchina con il fratello e li vede. Alex la raggiunge in casa, ma arrivano Stephane e Clément per prendere le valigie della ragazza che, sospettando una tresca fra Alex e Gwen, parte con la famiglia. Léo ed Eva, tornati a casa, fanno vedere ad Alex che il biglietto aereo ce l'hanno loro e che quindi Alice non può andare da nessuna parte. Léo inoltre consegna ad Alex una videocassetta, su cui è scritto il numero del volo aereo che la ragazza avrebbe dovuto prendere, affermando che uno sconosciuto l'ha portata per Alice. Così, dopo averla raggiunta in aeroporto, le spiegano di aver preso il biglietto aereo ma le raccontano anche della strana videocassetta. La ragazza incuriosita decide di non partire e si reca nel magazzino con gli amici per vedere la cassetta. Nel video è presente una tribù che recita: "Meriti davvero di vivere un miracolo? Sappi che ti osservo e ti giudicherò. Conquisterai o perderai il tuo amore? Meriti davvero di vivere un miracolo? Sappi che ti osservo e ti giudicherò. Conquisterai o perderai il tuo amore? Conquisterai o perderai il tuo amore?". Nella scena successiva si vedono 3-4 persone della tribù che spiano Alice una volta uscita dall'edificio.

## Problemi di coppia
- Titolo originale: Problèmes de couples

Sull'Isola di Tanna, nell'Arcipelago di Vanuatu, una donna cammina sulla spiaggia e poco dopo disegna una faccia con la sabbia. A Nouméa Alice sta facendo jogging ripensando al video visto in precedenza. Arriva Alex che la tocca e lei lo aggredisce pensando fosse un malintenzionato. Poco dopo Alex e Léo vanno a lavorare da uno scaricatore di pesce e con i soldi guadagnati decidono di comprare dei fiori per le rispettive ragazze. Quella sera, dopo mangiato, arriva Emile, invitato da Alex per saperne di più della cassetta. Il ragazzo spiega che la tribù appartiene alle isole Vanuatu, un arcipelago a 2000 Km da Nouméa. Emile, Léo ed Eva decidono di andare a fare un giro. mentre Alex dorme Alice fa un rito purificatore, credendo di essere stata maledetta; il giorno dopo Eva dà un bacio a Léo per ringraziarlo dei fiori, ma Léo controbatte dicendo che i due non stanno assieme già da un po' (cosa che Alex e Alice non sanno) e che quella dei fiori è stata un'idea di Alex; Eva si arrabbia e li nella piscina. Alex e Léo sorvegliano i movimenti di Alice per cercare di capire chi la sta spiando, ma la ragazza se ne accorge e reagisce male. La sera Eva chiama Alice e con una scusa la porta al molo, dove Alex ha organizzato una nuova festa in onore della ragazza. Vedendo ciò che Alex ha sempre fatto e continua a fare per Alice, Eva si intristisce per il fatto che non sta più assieme a Léo. Alla festa si presenta Emile, e dice alla coppia che quel rito solitamente "serve ai morti per ritrovare la via". Nella scena finale la donna sull'isola di Tanna dice "vieni a prendermi, piccola mia"; essa è la madre di Alice, ed è viva.

## Cercasi Lavoro
- Titolo originale: Ridiculisés

Suona il telefono fisso e Alex risponde: è suo padre, che lo rimprovera per aver chiamato la madre intromettendosi nel difficile rapporto che stanno vivendo i suoi genitori, anche se dietro a quel rimprovero il padre lascia intendere al figlio che un po' della colpa per quello che sta accadendo ce l'ha anche Alex e il fatto che sia partito lasciando improvvisamente i genitori soli in Francia. Alice cerca di tirare su il morale al fidanzato ma usa qualche parola di troppo e Alex, che si sente un po' preso in giro. Poco dopo, i quattro ragazzi si riuniscono per cercare lavoro: Léo contatta un bar che cerca un barman e Alex torna nel suo vecchio posto di lavoro (come escursionista marino) per avere una seconda chance dal capo, che l'aveva licenziato non avendolo visto per molti giorni quando il ragazzo era 'intrappolato' sull'isola insieme agli amici. Anche se non riottiene il lavoro, Alex aiuta un signore a liberarsi dall'attrezzatura per le immersioni, cosa che il capo comunque nota; il signore confida al ragazzo di avere un figlio che è partito e che dopo ciò il rapporto con la moglie è precipitato. Così Alex pensa sempre di più che sia colpa sua se i suoi genitori non vanno più d'accordo. Arrivati a casa Alice e Alex si lasciano andare a un momento romantico, ma arriva Stéphane che guarda una foto dei genitori di Alex e cerca di allontanare il ragazzo da Alice proponendogli di andare a trovare i genitori in Francia a sue spese. Léo non è riuscito a ottenere il posto di barman, ma per non fare brutta figura con Alice ed Eva racconta di essere andato alla grande; Eva, conoscendo bene Léo e volendosi vendicare per le sofferenze causate dal ragazzo, lo smaschera mettendolo in ridicolo. Léo se ne va e Alex lo raggiunge e poco dopo riesce a trovare un lavoro come guardiano di barche per escursioni. Rimasto solo, Alex confessa ad Alice che vuole partire per la Francia allo scopo di risanare la situazione tra i suoi genitori, ma la ragazza reagisce molto male e lo respinge, ripensando poi alla tribù che nel video recitava "Conquisterai o perderai il tuo amore?".

## Il ritorno di Jess
- Titolo originale: Jess Puissance 10

Alex e Alice non si parlano più, ma a sistemare almeno in parte la situazione è la notizia dell'arrivo a breve della madre di Alex a Nouméa. Il ragazzo va a fare un giro sul suo vecchio posto di lavoro e il capo lo riassume dopo aver licenziato un altro dipendente che rubava dalla cassa. Tornato quindi a lavorare incontra Gwen e inizia a parlare con lei dei suoi problemi; quando se ne va, la ragazza lascia cadere un pacchetto blu e Alex lo raccoglie. Quando torna a casa trova Jess che lo aspetta sulla ringhiera del balcone con aria di sfida e con una birra in mano. Alice si giustifica dicendo che Jess ha litigato con i suoi e che il padre l'ha cacciato di casa; nonostante ciò Jess cerca il migliore approccio con Alex, che però dopo i problemi che il ragazzo ha causato a lui e ad Alice qualche tempo prima non ne vuole sapere e lo manda a dormire nella stiva della barca in cui Léo fa il guardiano. Al porto il ragazzo saluta Alice ma va un po' troppo oltre al saluto e Alex, molto geloso, lo spinge in acqua, facendo ridere perfino la stessa Alice. Il giorno dopo Alice cerca qualcosa nello zaino di Alex, e trova il pacchetto blu di Gwen. Alice pensa sia un regalo per lei, e aprendolo scopre che è un perizoma molto provocante. Alex, per non compromettere il rapporto con Alice, conferma che la biancheria intima era un regalo per lei. Al lavoro, dopo l'orario di chiusura, fa un'escursione marittima con Gwen. Tornato a casa trova Jess con tutte le sue valigie; Léo spiega che il proprietario della barca se l'è ripresa e Alice cerca di convincere Alex a offrire ospitalità a Jess per un giorno. La ragazza inoltre riprende l'argomento delle speciali mutandine regalate da Alex che, messo alle strette, dice la verità e la ragazza si infuria, e per vendetta dice a Jess che può rimanere quanto vuole. Il ragazzo, particolarmente infastidito, prende la sua roba e se ne va da Gwen. Nella scena finale Alex entra nella stanza della ragazza lasciandosi la porta alle spalle...

## Separazioni
- Titolo originale: Rupture

Alex è da Gwen e le racconta ciò che è successo poco prima. Intanto Alice fa un sogno dove Alex bacia Gwen e vede anche la madre che la implora di aiutarla. A svegliarla è Jess che le porta la colazione a letto, facendo arrabbiare Léo. Successivamente arriva Gwen, che deve restituire un libro ad Alex, e Alice raggiunge il ragazzo sul posto di lavoro, ma i due finiscono per litigare perché la ragazza pensa che il Alex abbia passato la notte con Gwen. Alex torna subito a casa e i due fanno pace, dicendo ad Alice che ha dormito al lavoro. Ma a farli litigare nuovamente è Jess, che si trova ancora a casa loro, quindi Alex torna subito al lavoro, raggiunto da Léo che si apparta con Emma (la ragazza che poco tempo prima si era infatuata di Alex); Arriva anche Jess che vuole parlare con Alex per offrire ad Alice un lavoro nello zoo marino dove lavora, ma Alex vede questo come un tentativo da parte di Jess di riavvicinarsi pericolosamente ad Alice e i due si alzano le mani; arrivano Léo che difende Alex e Alice che difende Jess. La situazione però si sposta verso Léo che ha appena tradito Eva con Emma, raccontando a quest'ultima che lui ed Eva si erano lasciati. Arrivati a casa, Léo ed Eva rivelano agli amici che non stanno più insieme già da molto tempo (Eva era infatti stufa dei continui tradimenti di Léo a La Rochelle); Alice e Alex fanno pace, tuttavia il ragazzo non vuole comunque saperne di dormire sotto lo stesso tetto di Jess. Così Alice ha un'idea: ha montato una tenda da campeggio sopra il tetto (piano) di casa: in questo modo Alex dormirà 'sopra il tetto di Jess'. I due si appartano nella tenda ma da fuori Jess li spia, e la cosa non promette buone intenzioni.

## Nuovi amori
- Titolo originale: Newlove Calédonia

Alice e Alex si sono appena svegliati dentro alla tenda sopra al tetto. Anche Jess viene a chiamarli: è il primo giorno di lavoro di Alice e rischia di fare tardi. Sta per scendere quando vede il simbolo continuamente presente sull'isola misteriosa (la spirale) disegnato sulla sua caviglia. Alex per non farla preoccupare dice che è stato lui, facendola infuriare. Rimasti soli, Alex e Léo vengono derisi da Eva, che rivela di avere un appuntamento con Clément. Léo ha un colloquio con una società che organizza incontri su Internet e riesce, con l'inganno, a farsi prendere in prova di una settimana. Alex va a trovare Alice al lavoro e in portineria gli viene detto che è in un settore dell'acquario con il suo ragazzo. Alex, rimasto basito da quella frase, chiede spiegazioni ad Alice, la quale riferisce che Jess ha detto che la ragazza è la sua fidanzata solo per farla assumere più velocemente; quasi per caso, inoltre, Alex trova in un angolo dell'edificio il portafoglio di Jess e ,prima di restituirlo al ragazzo, lo apre e vi trova un biglietto al suo interno. Intanto Léo al lavoro iscrive Eva nel sito di incontri, inserendo i suoi dati personali e il numero di casa di Alex. Alex, Alice e Jess si riuniscono a casa e Alex accusa Jess di essere il colpevole del disegno del simbolo della tribù sulla caviglia di Alice, infatti sul misterioso biglietto dentro il portafoglio di Jess c'era il simbolo. Il ragazzo si giustifica dicendo che lo aveva disegnato sul biglietto semplicemente per saperne di più. Alice si mette a piangere vedendo che il ragazzo e lei non vanno più d'accordo come una volta. Alex e Léo sono al lavoro e quest'ultimo riferisce all'amico di aver inserito anche lui nel sito d'incontri per far ingelosire Alice; Alex non è d'accordo ma Léo non ha intenzione di tornare sui propri passi. I due vengono raggiunti da Eva per avvertire i due che la sera Alice avrebbe organizzato una festa per i colleghi. Dopo che Eva se ne va, Alex e Léo vedono la spirale disegnata sul fianco di una barca in mezzo al mare. Giunti alla festa, in realtà Alice dice ad Alex che ha organizzato la festa per il loro anniversario. Poco dopo si scopre che Léo ha invitato alla festa anche una ragazza che aveva risposto all'annuncio di Alex (inserito da Léo) sul sito di incontri, per far ingelosire Alice. Ma la ragazza in questione è proprio Gwen, che quando capisce che non è stato Alex a invitarla ma Léo se ne va furiosa. Ma anche Eva è furiosa con Léo dopo aver scoperto che il ragazzo ha inserito i suoi dati nel sito, e per vendicarsi ha iscritto lo stesso Léo specificando nel profilo che era alla ricerca di donne 'particolarmente mature' invitandone una alla festa per deriderlo. Poco dopo Alex e Alice si allontanano alla festa per concedersi un momento da soli e decidono di indagare sul simbolo e sull'isola, iniziando a chiedere in giro del disegno; quando oramai sembrava non esserci speranza di saperne qualcosa in più, chiedono a una donna che ripete le stesse frasi recitate dalla tribù nella videocassetta.

## Confusione
- Titolo originale: Confusions

Alex si è appena svegliato nella tenda sul tesso e va in casa per lavarsi i denti in bagno con Alice. Arriva Jess che rimane da solo con Alex e i due sembrano sfidarsi a chi si lavi meglio i denti. Poco dopo Jess e Alice vanno a lavorare e a casa rimangono Alex, Léo ed Eva. Alex ed Eva si parlano e il ragazzo confida all'amica che se a innamorarsi a La Rochelle fossero stati lui e lei le cose non sarebbero sicuramente così complicate come con Alice. Alex va al lavoro, raggiunto da Gwen. I due vanno a fare un'escursione in mare, ma Alice li vede e si ingelosisce. La ragazza voleva solo informare il Alex che sua madre ha telefonato e partirà molto presto per la Nuova Caledonia. A casa è pronta la cena ma Alice ha cucinato per tutti tranne che per Alex, ma arriva Jess con dei piatti già pronti; alla porta si presenta un certo Freddie, ed Eva corre ad abbracciarlo: tutti pensano che sia il nuovo ragazzo di Eva, ma egli è piuttosto scontroso e sgarbato, tant'è che dopo aver mangiato si butta direttamente sul divano. I ragazzi criticano l'atteggiamento di Freddie ed Eva si mette a piangere. Freddie allora rivela che Eva è sua sorella. Alex e Alice decidono che è ora di smetterla di litigare per delle sciocchezze e i due fanno l'amore. La mattina dopo Alex si risveglia a fianco ad Alice, ma non sono a casa: sono in mezzo a una foresta.

## Oceano verde
- Titolo originale: L'océan vert

Alice ed Eva sono in mezzo alla foresta; c'è addirittura il frigorifero, il televisore, il letto e una porta, ma non solo: anche il tavolo con il caffè caldo e il pane fresco. Sembra proprio una situazione surreale, ma le due molto presto si accorgono che è tutto vero. Le due vanno a cercare Alex e Léo ma nel cammino si separano e si perdono. Alex però ritrova Alice e le fa vedere che ci sono degli strani individui (gli stessi nel filmato della videocassetta) che stanno compiendo un rito e vicino a loro c'è anche il cane Samurai che si comporta come se fosse ipnotizzato. Per sbaglio Alice urla e allora i due si nascondono per sfuggire al gruppo di indigeni. Vicino a loro trovano un albero con impiantata una foto della madre di Alice, con dei segni tribali sul viso. Alice non capisce come la foto sia finita lì. Tornati nel luogo in cui si sono svegliati per cercare i due amici, trovano Eva sotto il letto molto spaventata. Quando si accorgono che mancano Léo, Freddie e Jess continuano le ricerche e troveranno Léo, ma non Freddie e Jess. Léo da ad Alice una specie di pergamena con uno strano messaggio, trovato sopra al tavolo quando si è svegliato. Il messaggio recita "Se sopravvivi al mondo dell'acqua, attraversi il mondo dei sogni e penetri nel mondo dei porti, potrai provare il valore della tua anima e solo allora vivrai un miracolo”. Capiscono così che l'isola deserta era il mondo dell'acqua e il mondo dei sogni è quello in cui si trovano attualmente. Samurai raggiunge i quattro ma subito dopo scappa e Alex lo insegue; Gli altri tre lo perdono di vista, ma il cane tornerà da loro guidandoli verso Alex. Si ritrovano quindi davanti a una grotta che ad Alice sembra familiare: decide di entrare ma non vuole che Alex la segua. Entrata, la ragazza vede inciso sulla parete un ritratto di una donna, il cui viso sembra assomigliare molto a quello della madre. Incomincia ad avere delle visioni di quando era piccola, mentre passava le giornate con la mamma. Sente anche la sua voce che dice "Vieni a cercarmi piccola mia…". Alice urla e Alex, spaventato, la raggiunge dentro la grotta...